# كاسانو ايربينو
كاسانو ايربينو، (بالإنجليزية: Cassano Irpino)‏، هي مدينة و(بلدية) في مقاطعة أفيلينو، كامبانيا، جنوب إيطاليا.

## السكان
في سنة 1861 بلغ عدد السكان 1٬365 نسمة، وتطور العدد ليصل في سنة 2011 لـ 967 نسمة.
يظهر هذا المخطط البياني تطور النمو السكاني لـ كاسانو ايربينو